# Leptasterias hyperborea
Leptasterias hyperborea är en sjöstjärneart som först beskrevs av Daniel Cornelius Danielssen och Johan Koren 1882.  Leptasterias hyperborea ingår i släktet Leptasterias och familjen trollsjöstjärnor. Utöver nominatformen finns också underarten L. h. intermedia.